# Голощапов, Виктор Иванович
Виктор Иванович Голощапов — советский футболист, играл на позиции защитника. В чемпионатах СССР  провёл 9 матчей.

## Биография
Родился 25 января 1939 года в Сталинской области Украинской ССР.
Воспитанник юношеской команды «Торпедо (Ростов-на-Дону)». Играл за молодежку в Ростов-на-Дону в 1955—1957 годах. 
Начинал профессиональную карьеру в «Шахтёре» (Сталино), но за основную команду не сыграл ни одного матча за 1958-59 годы.
С 1960 года игрок команды «Заря» (Пенза).
В 1962 году провёл за «Крылья Советов» (Куйбышев) 9 матчей в высшей лиге.
1963 год — снова игрок команды «Зари».
Заканчивал (1964—1965) выступать в «Шахтёре» (Шахты), где сыграл 25 матчей и забил один гол.